# Сан-Джермано-дей-Беричі
Сан-Джермано-дей-Беричі (італ. San Germano dei Berici, вен. San Germano dei Bereghi) — муніципалітет в Італії, у регіоні Венето, провінція Віченца.
Сан-Джермано-дей-Беричі розташований на відстані близько 400 км на північ від Рима, 70 км на захід від Венеції, 18 км на південь від Віченци.
Населення — 1187 осіб (2014).

## Демографія
Населення за роками:

Станом на 31 грудня 2014 року в муніципалітеті офіційно проживало 77 іноземців з 13 країн, серед них 13 громадян країн Євросоюзу та 3 громадяни України.

## Сусідні муніципалітети
- Алонте
- Гранкона
- Лоніго
- Орджано
- Соссано
- Віллага